# Мун Чжі Хі
У цьому корейському імені прізвище (Мун) стоїть перед особовим ім'ям.
Мун Чжі Хї (кор. 문지희, 文志喜, Mun Ji-hui, Mun Ji-hee, 2 серпня 1988) — корейська біатлоністка, учасниця Олімпійських ігор у Ванкувері та чемпіонатів світу з біатлону.

## Кар'єра в Кубку світу
- Дебют в кубку світу — 9 березня 2006 року в спринті в Поклюці — 86 місце.
- Перше попадання в залікову зону — 22 січня 2010 року в індивідуальній гонці в Антхольці — 39 місце.

Найкращим результатом у біатлонній кар'єрі Мун є 37 місце, яке вона виборола у сезоні 2007–2008, однак в тому сезоні залікові бали нараховувалися лише першій тридцятці. Саме тому свої перші бали вона змогла здобути лише через 2 роки показавши 39 результат у індивідуалці.

## Виступи на Олімпійських іграх
| Рік  | Міце проведення | Інд | Спр | Пр | МС | Ест |
| 2010 | Ванкувер        | 73  | 63  |    |    |     |

## Виступи на чемпіонаті світу
| Рік  | Міце проведення | Інд | Спр | Пр | МС | Ест | ЗМ |
| 2008 | Естерсунд       |     | 73  |    |    | 19  |    |
| 2009 | Пхьончхан       | 94  | 65  |    |    | 17  | 19 |
| 2011 | Ханти-Мансійськ | 76  | 74  |    |    | 19  | 26 |

## Загальний залік в Кубку світу
- 2009–2010 — 101-е місце (2 очки)

## Статистика стрільби
| № п/п | Сезон     | Загальна         | Індивідуальна гонка | Спринт          | Гонка переслідування | Мас-старт   | Естафета       |
| ----- | --------- | ---------------- | ------------------- | --------------- | -------------------- | ----------- | -------------- |
| 1     | 2005-2006 | 60,0 % (12/20)   | 0,0 % (0/0)         | 60,0 % (12/20)  | 0,0 % (0/0)          | 0,0 % (0/0) | 0,0 % (0/0)    |
| 2     | 2006-2007 | 72,5 % (29/40)   | 0,0 % (0/0)         | 90,0 % (9/10)   | 0,0 % (0/0)          | 0,0 % (0/0) | 66,7 % (20/30) |
| 3     | 2007-2008 | 72,2 % (130/180) | 75,0 % (30/40)      | 73,0 % (73/100) | 67,5 % (27/40)       | 0,0 % (0/0) | 0,0 % (0/0)    |
| 4     | 2008-2009 | 67,0 % (154/230) | 62,5 % (50/80)      | 76,3 % (61/80)  | 0,0 % (0/0)          | 0,0 % (0/0) | 61,4 % (43/70) |
| 5     | 2009-2010 | 69,8 % (120/172) | 77,5 % (62/80)      | 68,3 % (41/60)  | 0,0 % (0/0)          | 0,0 % (0/0) | 53,1 % (17/32) |
| 6     | 2010-2011 | 73,2 % (123/168) | 75,0 % (45/60)      | 70,0 % (49/70)  | 0,0 % (0/0)          | 0,0 % (0/0) | 76,3 % (29/38) |

## Виноски
1. ↑  http://www.koreatimes.co.kr/www/news/sports/2010/01/136_59383.html
2. ↑  http://2010games.nytimes.com/events/biathlon/womens-7-5k-sprint/results.html
3. ↑  http://www.koreatimesus.com/korea-bumps-out-of-the-gate/
4. ↑  Freebase Data Dumps — Google.
5. ↑  В дужках наведена кількість влучних пострілів та загальна кількість пострілів. В статистиці стрільби рахуються постріли, які здійснив біатлоніст на етапах кубка світу та чемпіонаті світу